# Mariánský sloup (Křinec)
Mariánský sloup stojí na Zeleném náměstí před domem čp. 74 v Křinci v okrese Nymburk. Samotná pískovcová plastika je umístěna na vysoký neprofilovaný sloup. Od 10. února 1987 je toto kvalitně provedené sochařské dílo východočeské provenience kulturní památkou.

## Historie a popis
Mariánský sloup z dílny neznámého východočeského autora pochází z 18. století. Spočívá na betonové sedmiúhelníkové základně, na níž leží tři čtyřboké stupně; střední z nich je pískovcový a má našikmo seříznuté hrany a horní pak opět betonový. Na podstavci je umístěn hladce opracový sloup kruhového průřezu, jenž se v horní části zúžuje a přechází v korintskou hlavici. V dolní části sloupu se nachází konzolka s čtyřbokou lucernou. Podstavec se sloupem byly zhotoveny z jemnozrnného pískovce.

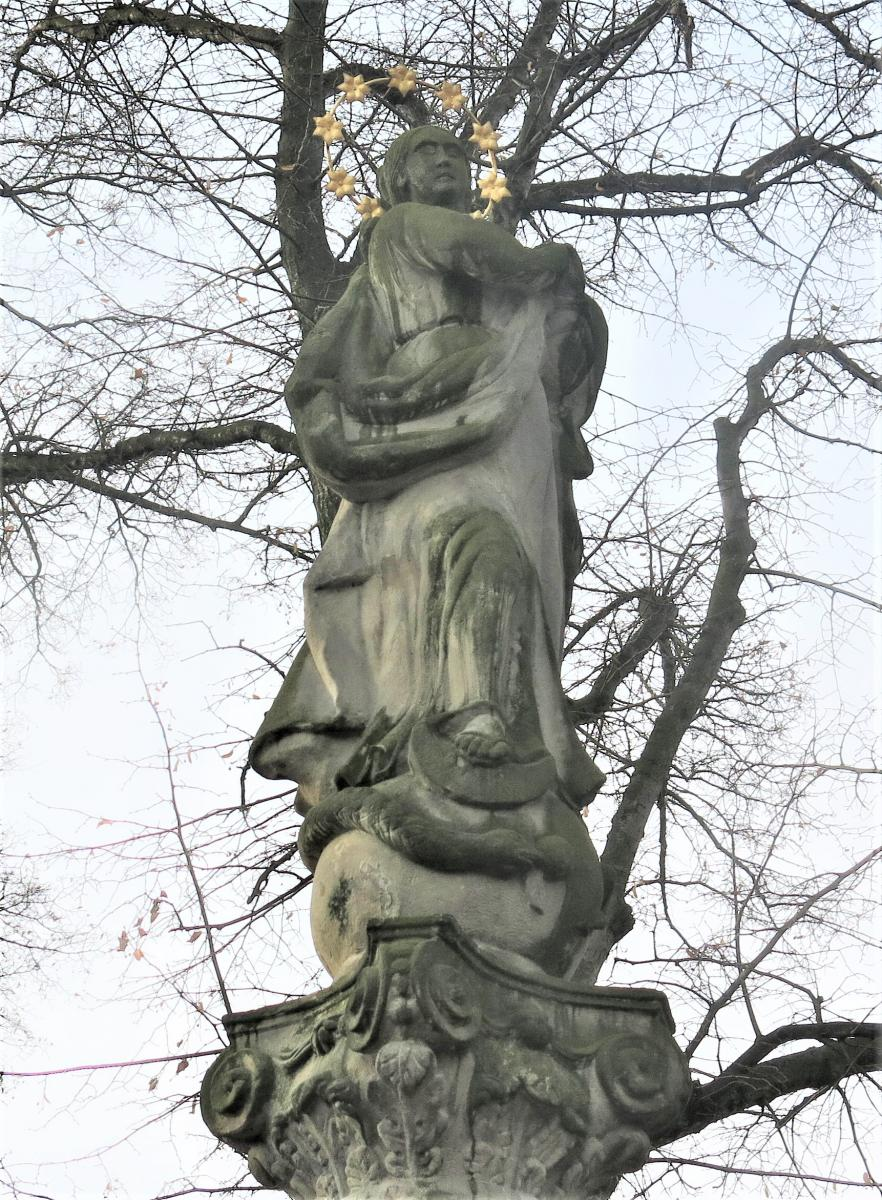
Detail plastiky

Samotná barokní plastika Panny Marie je natočena k severu. Stojí na sochařsky ztvárněné zeměkouli, jenž je ovinuta hadem. Pravá noha postavy je mírně nakročena a její ruce jsou sepjaté, excentricky směrované doleva. Postava je oděna do nařaseného pláště a vlasy má svázené v uzel. Kolem hlavy se nachází železný kruh s devíti šesticípými hvězdami. Korintská hlavice se sochou byly zhotoveny z šedožlutého měkkého pískovce.
V roce 2010 došlo k restaurátorskému zásahu, jenž byl veden Janem Víchem.